# Axel Thormählen
Axel Thormählen, född 11 december 1945 i Nordenham, Niedersachsen, död 6 juni 2022 i Lund, var en tyskspråkig författare, från 1969 bosatt i Skåne. I Sverige gavs han framför allt ut av Ellerströms förlag.

## Verk
- Hanky (Hamburg : Merlin, 1978)
- Hanna (Hamburg : Merlin, 1983)
- De närvarande (översättning: Marianne Thormählen) (Ellerström, 1987)
- Wilhelm (översättning: Marianne Thormählen) (Ellerström, 1993)
- Verksamhetsberättelser: noveller (översättning: Marianne Thormählen) (Ellerström, 1996)
- Kremberg: en julberättelse (översättning: Marianne Thormählen) (Holmby International, 2005)
- A Happy Man oder Der Glückliche (Los Angeles: Les Figues Press, 2008) [tvåspråkig utgåva]
- Wenn Wörter töten könnten (jmb-Verlag, 2009)
- Zahngold (jmb-Verlag, 2009)
- Eine Wintertaufe und andere weihnachtliche Erzählungen (jmb-Verlag, 2010)
- Das Haus an Piccadilly (jmb-Verlag, 2012)
- Der Weg nach Altenburg (jmb-Verlag, 2013)